# Acron
Pour les articles homonymes, voir Acron (homonymie).
Acron, roi ou chef de guerre des Ceninensins, fit la guerre à Rome naissante (748 av. J.-C.) qui avait enlevé des femmes de son peuple (cf. l'enlèvement des Sabines). Romulus le battit, le tua de sa propre main et remporta ainsi sur lui les premières dépouilles opimes, qu'il offrit à Jupiter Férétrien au sommet du Capitole. 
Ces dépouilles nommées d'après le nom de la déesse Ops sont les armes du général ennemi que le général romain avait tué dans le combat, disposées sur un tronc d'arbre.
De nombreux auteurs antiques évoquèrent cet épisode légendaire.
Ingres a peint ce sujet dans un tableau intitulé Romulus, vainqueur d'Acron, porte les dépouilles opimes au temple de Jupiter.

## Source
- Valère Maxime, Actions et paroles mémorables [détail des éditions] [lire en ligne], III, 2, 3.
- Aurelius Victor, Hommes illustres de la ville de Rome [détail des éditions] [lire en ligne], II.
- Properce, Élégies [détail des éditions] [lire en ligne], IV, 10.
- Plutarque, Vies parallèles [détail des éditions] [lire en ligne], Romulus, 16 ; Marcellus, 16.
- Festus, Signification des mots, livre 13, Opimia spolia